# Halowe Mistrzostwa Świata w Łucznictwie 2003
7. Halowe Mistrzostwa Świata w Łucznictwie odbyły się w dniach 5 - 9 marca 2003 roku w Nîmes we Francji. 
Na najwyższym stopniu podium stanęła drużyna juniorek w łuku klasycznym w składzie Aneta Domańska, Karina Lipiarska, Izabela Niemiec. Był to jedyny medal dla Polski.

## Reprezentacja Polski seniorów

### łuk klasyczny
- Agata Bulwa
- Rafał Cwajna
- Rafał Dobrowolski
- Anna Łęcka
- Justyna Mospinek
- Konrad Wojtkowiak

## Reprezentacja Polski juniorów

### łuk klasyczny
- Aneta Domańska
- Grzegorz Jaślar
- Karina Lipiarska
- Jerzy Mieńkowski
- Izabela Niemiec
- Grzegorz Śliwka

## Medaliści

### Seniorzy

#### Strzelanie z łuku klasycznego
| Konkurencja:           | Złoto:                                                           | Srebro:                                                         | Brąz:                                                         |
| indywidualnie kobiet   | Bérengère Schuh                                                  | Jennifer Nichols                                                | Evangelia Psarra                                              |
| indywidualnie mężczyzn | Ilario Di Buò                                                    | Michele Frangilli                                               | Balżinima Cyrempiłow                                          |
| drużynowo kobiet       | Ukraina · Iulia Lobżenidze · Tetiana Bereżna · Tetiana Dorochowa | Turcja · Natalia Nasaridze · Elif Altinkaynak · Derya Sarialtin | Rosja · Gerelma Erdyniewa · Anna Poutsewa · Oksana Kozłowa    |
| drużynowo mężczyzn     | Włochy · Marco Galiazzo · Michele Frangili · Ilario Di Buò       | Bułgaria · Petrow Plamen · Iwan Jotow · Christow Jawor          | Francja · Franck Fisseux · Jocelyn de Grandis · Antoine Friot |

#### Strzelanie z łuku bloczkowego
| Konkurencja:           | Złoto:                                                           | Srebro:                                                   | Brąz:                                                            |
| indywidualnie kobiet   | Gladys Willems                                                   | Jessica Grant                                             | Mary Zorn                                                        |
| indywidualnie mężczyzn | Reo Wilde                                                        | Morgan Lundin                                             | Patrizio Hofer                                                   |
| drużynowo kobiet       | Stany Zjednoczone · Mary Zorn · Michele Ragsdale · Jessica Grant | Belgia · Cindy Parent · Gladys Willems · Yolande Anris    | Wielka Brytania · Sam Stretton · Nichola Simpson · Sheila Harris |
| drużynowo mężczyzn     | Stany Zjednoczone · Dave Cousins · Stephen Jervis · Reo Wilde    | Szwecja · Morgan Lundin · Anders Malm · Rickard Johansson | Włochy · Antonio Tosco · Andrea Savegnago · Stefano Mazzi        |

### Juniorzy

#### Strzelanie z łuku klasycznego
| Konkurencja:           | Złoto:                                                       | Srebro:                                                   | Brąz:                                                            |
| indywidualnie kobiet   | Halyna Dobrewa                                               | Elena Tonetta                                             | Swietłana Glazunowa                                              |
| indywidualnie mężczyzn | Yoann Palermo                                                | Ivan Muznik                                               | Ołeksij Kriwoczenko                                              |
| drużynowo kobiet       | Polska · Izabela Niemiec · Aneta Domańska · Karina Lipiarska | Niemcy · Halina Hiller · Karina Winter · Anne Pavel       | Rosja · Jelena Kuzniecowa · Namżilma Dagbajewa · Kira Andriejewa |
| drużynowo mężczyzn     | Włochy · Giorgio Scammacca · Amadeo Tonelli · Valerio Croce  | Niemcy · Florian Floto · Frank von Dincklage · Lutz Wiese | Ukraina · Ołeksij Kriwoczenko · Ihog Dubas · Ołeksandr Perkow    |

#### Strzelanie z łuku bloczkowego
| Konkurencja:           | Złoto:                                                                | Srebro:                                                          | Brąz:                                                     |
| indywidualnie kobiet   | Carolina Martret                                                      | Erika Anschutz                                                   | Sara Boberg                                               |
| indywidualnie mężczyzn | Sebastien Brasseur                                                    | Jedd Greshock                                                    | Braden Gellenthien                                        |
| drużynowo kobiet       | Stany Zjednoczone · Erika Anschutz · Cassandra Raffaelli · April Witt | Francja · Carolina Martret · Melanie Prieur · Thiphaine Limin    |                                                           |
| drużynowo mężczyzn     | Stany Zjednoczone · Jedd Greshock · Braden Gellenthien · David Roth   | Francja · Sebastien Brasseur · Florian Faucheur · Nicolas Feijan | Dania · Andreas Andersen · Martin Damsbo · Michael Damsbo |

## Klasyfikacja medalowa

### Seniorzy
| Lp. | Państwo           | Złoto | Srebro | Brąz | Razem |
| 1.  | Stany Zjednoczone | 3     | 2      | 1    | 6     |
| 2.  | Włochy            | 2     | 1      | 1    | 4     |
| 3.  | Belgia            | 1     | 1      | 0    | 2     |
| 4.  | Francja           | 1     | 0      | 1    | 2     |
| 5.  | Ukraina           | 1     | 0      | 0    | 1     |
| 6.  | Szwecja           | 0     | 2      | 0    | 2     |
| 7.  | Bułgaria          | 0     | 1      | 0    | 1     |
| 7.  | Turcja            | 0     | 1      | 0    | 1     |
| 9.  | Rosja             | 0     | 0      | 2    | 2     |
| 10. | Grecja            | 0     | 0      | 1    | 1     |
| 10. | Szwajcaria        | 0     | 0      | 1    | 1     |
| 10. | Wielka Brytania   | 0     | 0      | 1    | 1     |

### Juniorzy
| Lp. | Państwo           | Złoto | Srebro | Brąz | Razem |
| 1.  | Francja           | 3     | 2      | 0    | 5     |
| 2.  | Stany Zjednoczone | 2     | 2      | 1    | 5     |
| 3.  | Włochy            | 1     | 1      | 0    | 2     |
| 4.  | Ukraina           | 1     | 0      | 3    | 4     |
| 5.  | Polska            | 1     | 0      | 0    | 1     |
| 6.  | Niemcy            | 0     | 2      | 0    | 2     |
| 7.  | Słowenia          | 0     | 1      | 0    | 1     |
| 8.  | Dania             | 0     | 0      | 1    | 1     |
| 8.  | Rosja             | 0     | 0      | 1    | 1     |
| 8.  | Szwecja           | 0     | 0      | 1    | 1     |